# Бернард Монд
Бернард Станіслав Монд (пол. Bernard Stanisław Mond; 14 листопада 1887, Станиславів, Королівство Галичини і Володимирії, Австро — Угорщина — 5 липня 1957, Краків, Польська Народна Республіка) — польський військовий, бригадний генерал, учасник Першої та Другої світових війн.

## Біографія
Народився 14 листопада 1887 у Станиславові на Прикарпатті у родині Моріса (працював на залізниці) і Саломеї Спеньер. У 1907 р. закінчив реальну гімназію у Бродах. З 1905 року був членом гуртка польської молоді, яка виступала за незалежність Польщі.
У 1907—1908 роках служив у австро-угорській армії. З жовтня 1908 — інструктор військової молодіжної організації у Бродах та Львові. Вступив на юридичний факультет Львівського університету. У 1910 р. перервав навчання, служив у Дирекції залізниць у Львові, у 1913—1914 роках повернувся до вишу.
З початком Першої світової війни призвали до австро-угорської армії, де він був командиром роти та батальйону. 20 серпня 1916 р. потрапив у полон до росіян, втік з табору військовополонених та повернувся у свій полк.
2 листопада 1918 року приєднався до польських військ у Львові, далі воював у Галичині, був командиром роти і батальйону в піхотному полку.
У червні 1920 р. його поранили під Києвом у бою з більшовиками. Лікувався у Кракові. Відтак командував піхотним полком. Після курсів старших командирів у Варшаві, з травня по жовтень 1921 року — комендант Вільнюса. Згодом командував піхотним полком у Коломиїде збудував будівлю «Джерела».
З 19 березня 1927 року — командир дивізіону піхоти у Кракові. 21 грудня 1932р Бернард Монд отримав звання бригадного генерала, до вересня 1939 року командував піхотною дивізією.
20 вересня у бою з німцями був поранений, потрапив у полон, а потім у концтабір VII Murnau, IV B Konigstein, VI B Dossel.
До Польщі Бернард Монд повернувся вже у січні 1946 року і проживав у Кракові. Відтак працював у туристичній фірмі «Орбіс».
Помер 5 липня 1957 року, похований на військовому цвинтарі у Кракові.

## Особисте життя
Дружина та сестра загинули під час Голокосту, які були вбиті в Тарновському гетто 1 грудня 1943 року. Вони переховувалися за межами гетто, але були заарештовані німцями; точні обставини невідомі. Двоє синів Монда приєдналися до опору Армії Крайової, взяли участь у Варшавському повстанні і пережили війну.

## Галерея

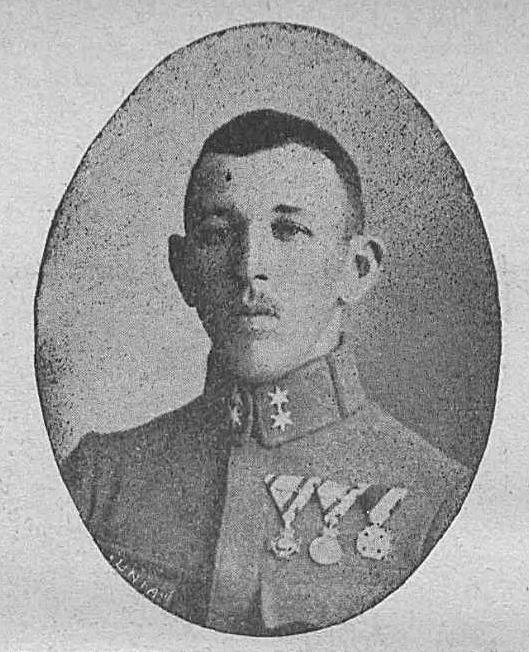
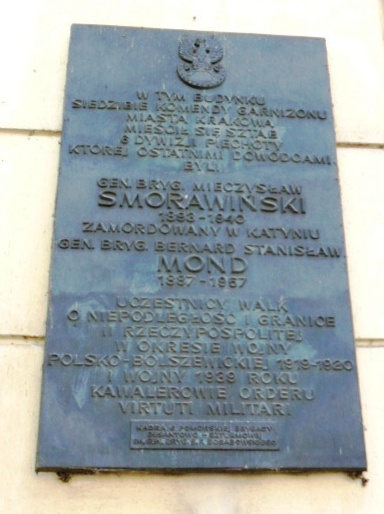
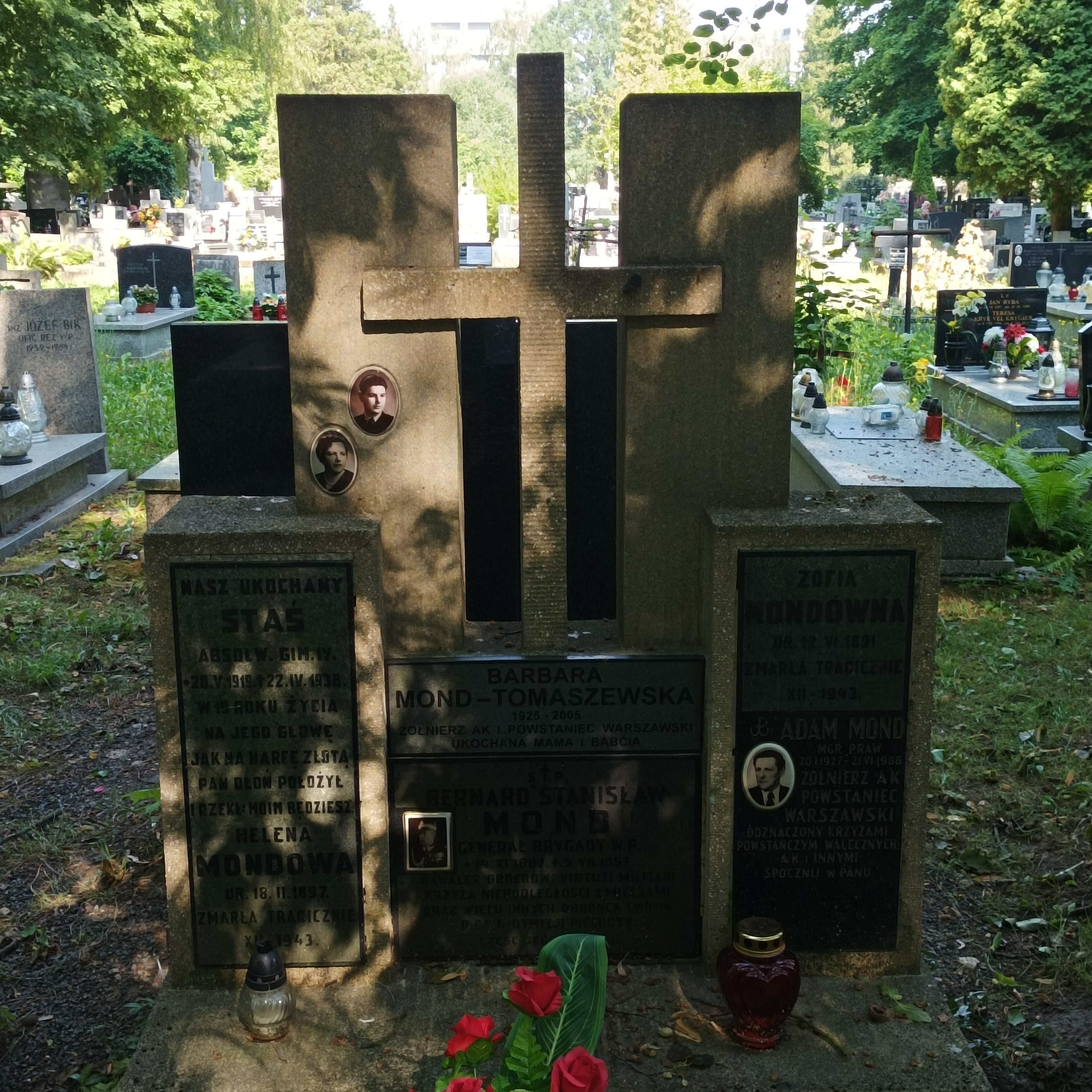